# Lenguas anglofrisias
Las lenguas anglofrisias o anglofrisonas son un grupo filogenético de las lenguas germánicas occidentales formado por el inglés antiguo, el frisón antiguo y sus modernos descendientes.

## Clasificación
El grupo anglofrisio está formado por:
- Ánglico
  - Inglés
  - Escocés (Scots)
  - Yola (extinto)
- Frisón
  - Frisón occidental
  - Frisón del Saterland
  - Frisón septentrional

### Clasificación alternativa
El ingaevónico, también llamado germánico del mar del Norte, es un grupo postulado dentro de las lenguas germánicas occidentales que comprendería tanto el antiguo frisio, como el antiguo inglés, y el antiguo sajón. Dicha agrupación no se concibe necesariamente como una unidad filogenética descendiente de una protolengua homogénea, sino más bien como un grupo de variedades estrechamente relacionadas que ejercieron influencia mutua desarrollándose rasgos de área lingüística.
Esta agrupación fue propuesta por primera vez en Nordgermanen und Alamanen (1942) por el lingüista y filólogo alemán Friedrich Maurer (1898-1984), como una alternativa al árbol filogenético estricto que se había hecho popular a partir del trabajo del lingüista alemán del siglo XIX August Schleicher.

## Descripción lingüística
Las lenguas anglofrisias se distinguen del resto de las lenguas germánicas occidentales parcialmente por varios cambios fonéticos:
- Ley de espirantización nasal ingvaeónica
- El Anglo-Frisian brightening
- Palatalización del sonido *k del protogermánico en una consonante coronal africada entre vocales, por ejemplo:

inglés cheese 'queso' y frisón oc. tsiis frente a neerlandés kaas, bajo alemán Kees, alemán Käse; o
inglés church y frisón oc. tsjerke frente a neerlandés kerk, bajo alemán Kerk, Kark, alemán Kirche.
Originalmente, las comunidades anglofrisias y las comunidades bajosajonas ocupaban áreas suficientemente cercana como para que se formara un área lingüística de evolución convergente, razón por la cual comparten algunos rasgos adicionales. Sin embargo, a pesar de los orígenes comunes el ánglico y el frisio han divergido notablemente, especialmente por la importante influencia del nórdico y el normando en el inglés y similarmente del neerlandés y el bajo alemán en el frisio. El resultado es que el frisio ha convergido hacia el neerlandés y los dialectos bajogermánicos adyacentes, mientras que el ánglico estructuralmente se ha convertido en un grupo aislado con gran parte de su léxico tomado del francés o el latín.

### Evolución fonéticas del anglofrisio
El siguiente es un resumen de los principales cambios fonéticos que afectaron a las vocales en orden cronológico:

1. Posteriorización y nasalización de la ā̆ del germánico occidental antes de consonante nasal;
2. Pérdida de n ante fricativa, con alargamiento compensatorio y nasalización de la vocal precedente;
3. Los plurales del presente y el pretérito se reducen a una única forma;
4. cierre de A: WGmc ā̆ → ǣ, incluso en los diptongos ai y au;
5. Palatalización (sin fonemización de las palatales, es decir, las palatales son alófonos, no fonemas contrastivos);
6. restitución de A: ǣ → ā en contacto con consonantes adyacentes;
7. segundo cierre: se da en todos los dialectos del anglosajón (excepto en West Saxon) y frisio ǣ → ē;
8. restitución de A: a se restituye cuando van seguidas de una sílabas que contiene una vocal posterior (más tardía en los diaectos de Southumbria); Frisio æu → au → Antiguo frisio ā/a;
9. Diptongación: en el dialecto sajón occidental le seguirá una diptongación palatal;
10. mutación-i (i-umlaut) seguidas de síncope;
11. Fonemización de palatales y asibilización, segunda una segunda palatalización en partes de Mercia Occidental;
12. Monoptongación y umlaut gutural.

### Comparación léxica
La siguiente tabla compara los numerales del uno al diez en diversas lenguas anglofrisias:
| LENGUA            | LENGUA                                  | 1        | 2               | 3            | 4               | 5         | 6              | 7             | 8         | 9              | 10         |
| ----------------- | --------------------------------------- | -------- | --------------- | ------------ | --------------- | --------- | -------------- | ------------- | --------- | -------------- | ---------- |
| Ánglico           | Anglosajón                              | án       | twá             | þríe         | féower          | fíf       | six~syx        | seofon ~syofn | eahta     | nigon          | tien~týn   |
| Ánglico           | Inglés                                  | one      | two             | three        | four            | five      | six            | seven         | eight     | nine           | ten        |
| Ánglico           | Escocés                                 | ane ae*  | twa             | three        | fower           | five      | sax            | seiven        | aicht     | nine           | ten        |
| Ánglico           | Yola                                    | oan      | twye            | dhree        | vour            | veeve     | zeese          | zeven         | ayght     | neen           | dhen       |
| Frisón            | Frisón occidental                       | ʔiən ien | twɑ twa         | trɛjjə trije | fjɔwwər fjouwer | fiːf fiif | sɑjs~sɛjs seis | sɔːn sân      | ʔɑxt acht | njoɣən njoggen | ʦiən tsien |
| Frisón            | Frisón del Saterland                    | aan      | twäi twäin twoo | träi         | fjauwer         | fieuw     | säks           | soogen        | oachte    | njugen         | tjoon      |
| Frisón            | Frisón septentrional (dial. de Mooring) | iinj ån  | tou tuu         | trii tra     | fjouer          | fiiw      | seeks          | soowen        | oocht     | nüügen         | tiin       |
| PROTO-ANGLOFRISIO | PROTO-ANGLOFRISIO                       | *ān      | *twā~*twai      | *þrī         | *fiower         | *fīf      | *sēks          | *seoven       | *ōht      | *niɣun         | *tjen~tēn  |
- Ae /eː/, /jeː/ es la forma adjetival usada ante nombres.[6]

### El anglofrisio frente a neerlandés y alemán
La siguiente tabla muestra las innovaciones compartidas por el frisón y el inglés frente a los rasgos conservados en otras lenguas germánicas occidentales:
| GLOSA        | Anglofrisio  | Anglofrisio | Germánico del interior | Germánico del interior |
| GLOSA        | Frisón       | Inglés      | Neerlandés             | Alto alemán            |
| ------------ | ------------ | ----------- | ---------------------- | ---------------------- |
| 'día'        | dei          | day         | dag                    | Tag                    |
| 'lluvia'     | rein         | rain        | regen                  | Regen                  |
| 'camino'     | wei          | way         | weg                    | Weg                    |
| 'uña'        | neil         | nail        | nagel                  | Nagel                  |
| 'queso'      | tsiis        | cheese      | kaas                   | Käse                   |
| 'iglesia'    | tsjerke      | church      | kerk                   | Kirche                 |
| 'juntos'     | tegearre     | together    | samen                  | zusammen               |
| 'hermano/a'  | sibbe        | sibling     | verwante               | Verwandte              |
| 'llave'      | kaai         | key         | sleutel                | Schlüssel              |
| 'perdonar'   | ferjaan      | forgive     | vergeven               | vergeben               |
| 'padre'      | fader (heit) | father      | vader                  | vater                  |
| 'ha sido'    | ha west      | have been   | ben geweest            | bin gewesen            |
| 'dos ovejas' | twa skiep    | two sheep   | twee schapen           | zwei Schafe            |
| 'tener'      | hawwe        | have        | hebben                 | haben                  |
| 'nos'        | ús           | us          | ons                    | uns                    |
| 'caballo'    | hynder       | horse       | paard                  | Pferd                  |
| 'pan'        | brea         | bread       | brood                  | Brot                   |
| 'cabello'    | hier         | hair        | haar                   | Haar                   |
| 'oreja'      | ear          | ear         | oor                    | Ohr                    |
| 'puerta'     | doar         | door        | deur                   | Tür                    |
| 'verde'      | grien        | green       | groen                  | Grün                   |
| 'dulce'      | swiet        | sweet       | zoet                   | süβ                    |
| 'a través'   | troch        | through     | door                   | durch                  |